# A Discovery of Witches (Fernsehserie)
A Discovery of Witches ist eine britische Fernsehserie, die auf Deborah Harkness’ Roman-Trilogie All Souls basiert. Die Erstausstrahlung fand am 14. September 2018 beim Bezahlsender Sky 1 statt. Die deutsche Synchronfassung ist bei Sky 1 HD seit dem 26. April 2019 zu sehen. In den USA wird die Sendung im regulären Fernsehen bei den Sendern AMC und BBC America und im Stream bei SundanceNow und Shudder veröffentlicht.
Im November 2018 wurde die Serie um zwei weitere Staffeln verlängert. Die zweite wurde im Januar 2021 ausgestrahlt, die dritte und finale Staffel startete am 7. Januar 2022.

## Handlung
Diana Bishop, eine Historikerin, ist eine Hexe, die aber ihre Wurzeln verleugnet. Eines Tages entdeckt sie zufällig ein geheimnisvolles Buch, das jahrelang von allen magischen Wesen gesucht wird. Die Entdeckung von Diana interessiert auch Matthew Clairmont, einen uralten Vampir. Zwischen Bishop und Clairmont beginnen Gefühle zu entstehen. Beide wollen das Buch schützen, damit es nicht in die falschen Hände fällt und das Gleichgewicht der Welt der Magie gestört wird.

## Episodenliste

### Staffel 1
| Nr. (ges.) | Nr. (St.) | Deutscher Titel        | Originaltitel | Erstveröffentlichung UK | Deutschsprachige Erstveröffentlichung (D/A/CH) | Regie              | Drehbuch                  |
| ---------- | --------- | ---------------------- | ------------- | ----------------------- | ---------------------------------------------- | ------------------ | ------------------------- |
| 1          | 1         | Das Buch des Lebens    | Episode 1     | 14. Sep. 2018           | 26. Apr. 2019                                  | Juan Carlos Medina | Kate Brooke               |
| 2          | 2         | Verworrene Gefühle     | Episode 2     | 21. Sep. 2018           | 26. Apr. 2019                                  | Juan Carlos Medina | Kate Brooke               |
| 3          | 3         | Erste Anzeichen        | Episode 3     | 28. Sep. 2018           | 3. Mai 2019                                    | Alice Troughton    | Kate Brooke               |
| 4          | 4         | Unter Vampiren         | Episode 4     | 5. Okt. 2018            | 3. Mai 2019                                    | Alice Troughton    | Kate Brooke, Tom Farrelly |
| 5          | 5         | Geheime Machenschaften | Episode 5     | 12. Okt. 2018           | 10. Mai 2019                                   | Alice Troughton    | Charlene James            |
| 6          | 6         | Die Befreiung          | Episode 6     | 19. Okt. 2018           | 10. Mai 2019                                   | Sarah Walker       | Charlene James            |
| 7          | 7         | Die Wahrheit           | Episode 7     | 26. Okt. 2018           | 17. Mai 2019                                   | Sarah Walker       | Sarah Dollard             |
| 8          | 8         | Die Zeitreise          | Episode 8     | 2. Nov. 2018            | 17. Mai 2019                                   | Sarah Walker       | Kate Brooke               |

### Staffel 2
| Nr. (ges.) | Nr. (St.) | Deutscher Titel            | Originaltitel | Erstveröffentlichung UK | Deutschsprachige Erstveröffentlichung (D/A/CH) | Regie              | Drehbuch                     |
| ---------- | --------- | -------------------------- | ------------- | ----------------------- | ---------------------------------------------- | ------------------ | ---------------------------- |
| 9          | 1         | London 1590                | Episode 1     | 8. Jan. 2021            | 26. Jan. 2021                                  | Farren Blackburn   | Sarah Dollard                |
| 10         | 2         | Gewissenskonflikt          | Episode 2     | 8. Jan. 2021            | 26. Jan. 2021                                  | Philippa Langdale  | Susie Conklin                |
| 11         | 3         | Treue Ergebenheit          | Episode 3     | 8. Jan. 2021            | 2. Feb. 2021                                   | Philippa Langdale  | Polly Buckle                 |
| 12         | 4         | Blutrausch                 | Episode 4     | 8. Jan. 2021            | 2. Feb. 2021                                   | Farren Blackburn   | Pete McTighe                 |
| 13         | 5         | In der Höhle des Löwen     | Episode 5     | 8. Jan. 2021            | 9. Feb. 2021                                   | Philippa Langdale  | Lisa Holdsworth              |
| 14         | 6         | Die Vermählung             | Episode 6     | 8. Jan. 2021            | 9. Feb. 2021                                   | Jonathan Teplitzky | Pete McTighe                 |
| 15         | 7         | Gefährliche Rivalität      | Episode 7     | 8. Jan. 2021            | 16. Feb. 2021                                  | Farren Blackburn   | Joseph Wilde                 |
| 16         | 8         | Verschwörung               | Episode 8     | 8. Jan. 2021            | 16. Feb. 2021                                  | Farren Blackburn   | Pete McTighe                 |
| 17         | 9         | Feuerdrachin               | Episode 9     | 8. Jan. 2021            | 23. Feb. 2021                                  | Jonathan Teplitzky | Michelle Gayle               |
| 18         | 10        | Das Ende und der Neuanfang | Episode 10    | 8. Jan. 2021            | 23. Feb. 2021                                  | Farren Blackburn   | Susie Conklin & Pete McTighe |

### Staffel 3
| Nr. (ges.) | Nr. (St.) | Deutscher Titel            | Originaltitel | Erstveröffentlichung UK | Deutschsprachige Erstveröffentlichung (D/A/CH) | Regie           | Drehbuch             |
| ---------- | --------- | -------------------------- | ------------- | ----------------------- | ---------------------------------------------- | --------------- | -------------------- |
| 19         | 1         | Konsequenzen               | Episode 1     | 7. Jan. 2022            | 1. Feb. 2022                                   | Jamie Donoughue | Lisa Holdsworth      |
| 20         | 2         | Blutiges Wiedersehen       | Episode 2     | 14. Jan. 2022           | 1. Feb. 2022                                   | Jamie Donoughue | Helen Raynor         |
| 21         | 3         | Reue                       | Episode 3     | 21. Jan. 2022           | 8. Feb. 2022                                   | Debs Paterson   | Michelle Gayle       |
| 22         | 4         | Familienglück              | Episode 4     | 28. Jan. 2022           | 8. Feb. 2022                                   | Debs Paterson   | Matt Evans           |
| 23         | 5         | Vereinigung der Gegensätze | Episode 5     | 4. Feb. 2022            | 15. Feb. 2022                                  | Debs Paterson   | Lisa Holdsworth      |
| 24         | 6         | Leben und Tod              | Episode 6     | 11. Feb. 2022           | 15. Feb. 2022                                  | Jamie Donoughue | Christopher Cornwell |
| 25         | 7         | Neuanfang                  | Episode 7     | 18. Feb. 2022           | 22. Feb. 2022                                  | Jamie Donoughue | Helen Raynor         |